# Naz Reid
Nazreon Hilton Reid, detto Naz (Asbury Park, 26 agosto 1999), è un cestista statunitense.

## Statistiche

### NCAA
| Anno      | Squadra    | PG | PT | MP   | TC%  | 3P%  | TL%  | RP  | AP  | PRP | SP  | PP   |
| --------- | ---------- | -- | -- | ---- | ---- | ---- | ---- | --- | --- | --- | --- | ---- |
| 2018-2019 | LSU Tigers | 34 | 32 | 27,2 | 46,8 | 33,3 | 72,7 | 7,2 | 0,9 | 0,7 | 0,7 | 13,6 |
| Carriera  | Carriera   | 34 | 32 | 27,2 | 46,8 | 33,3 | 72,7 | 7,2 | 0,9 | 0,7 | 0,7 | 13,6 |

#### Massimi in carriera
- Massimo di punti: 29 (2 volte)[1]
- Massimo di rimbalzi: 15 vs Florida (20 febbraio 2019)
- Massimo di assist: 3 vs Incarnate Word (9 dicembre 2018)
- Massimo di palle rubate: 3 vs Incarnate Word (9 dicembre 2018)
- Massimo di stoppate: 4 vs Louisiana-Monroe (28 dicembre 2018)
- Massimo di minuti giocati: 41 vs Florida State (20 marzo 2019)

### NBA

#### Regular Season
| Anno      | Squadra            | PG  | PT | MP   | TC%  | 3P%  | TL%  | RP  | AP  | PRP | SP  | PP   |
| --------- | ------------------ | --- | -- | ---- | ---- | ---- | ---- | --- | --- | --- | --- | ---- |
| 2019-2020 | Minnesota T'wolves | 30  | 11 | 16,5 | 41,2 | 33,0 | 69,8 | 4,1 | 1,2 | 0,6 | 0,7 | 9,0  |
| 2020-2021 | Minnesota T'wolves | 70  | 15 | 19,2 | 52,3 | 35,1 | 69,3 | 4,6 | 1,0 | 0,5 | 1,1 | 11,2 |
| 2021-2022 | Minnesota T'wolves | 77  | 6  | 15,8 | 48,9 | 34,3 | 76,5 | 3,9 | 0,9 | 0,5 | 0,9 | 8,3  |
| 2022-2023 | Minnesota T'wolves | 68  | 11 | 18,4 | 53,7 | 34,6 | 67,7 | 4,9 | 1,1 | 0,6 | 0,8 | 11,5 |
| 2023-2024 | Minnesota T'wolves | 81  | 14 | 24,2 | 47,7 | 41,4 | 73,6 | 5,2 | 1,3 | 0,8 | 0,9 | 13,5 |
| 2024-2025 | Minnesota T'wolves | 80  | 17 | 27,5 | 46,2 | 37,9 | 77,6 | 6,0 | 2,3 | 0,7 | 0,9 | 14,2 |
| Carriera  | Carriera           | 406 | 74 | 20,9 | 48,7 | 37,3 | 72,8 | 4,9 | 1,3 | 0,6 | 0,9 | 11,6 |

#### Play-off
| Anno     | Squadra            | PG | PT | MP   | TC%  | 3P%  | TL%  | RP  | AP  | PRP | SP  | PP   |
| -------- | ------------------ | -- | -- | ---- | ---- | ---- | ---- | --- | --- | --- | --- | ---- |
| 2022     | Minnesota T'wolves | 5  | 0  | 10,8 | 41,2 | 42,9 | 100  | 2,8 | 0,0 | 0,2 | 1,2 | 4,8  |
| 2024     | Minnesota T'wolves | 16 | 0  | 22,6 | 45,8 | 36,2 | 71,0 | 3,7 | 1,0 | 0,5 | 0,8 | 11,1 |
| 2025     | Minnesota T'wolves | 15 | 0  | 25,0 | 50,9 | 39,7 | 76,0 | 4,7 | 1,7 | 0,7 | 0,9 | 10,4 |
| Carriera | Carriera           | 36 | 0  | 21,9 | 47,6 | 38,1 | 76,2 | 4,0 | 1,1 | 0,6 | 0,9 | 9,9  |

#### Massimi in carriera
- Massimo di punti: 30 vs Golden State Warriors (26 febbraio 2023)[2]
- Massimo di rimbalzi: 18 vs Oklahoma City Thunder (3 dicembre 2022)
- Massimo di assist: 4 (5 volte)
- Massimo di palle rubate: 5 vs Golden State Warriors (26 febbraio 2023)
- Massimo di stoppate: 5 (2 volte)
- Massimo di minuti giocati: 40 vs Dallas Mavericks (19 dicembre 2022)

### NBA G-League
| Anno      | Squadra     | PG | PT | MP   | TC%  | 3P%  | TL%  | RP  | AP  | PRP | SP  | PP   |
| --------- | ----------- | -- | -- | ---- | ---- | ---- | ---- | --- | --- | --- | --- | ---- |
| 2019-2020 | Iowa Wolves | 16 | 16 | 30,8 | 50,5 | 38,6 | 61,4 | 9,9 | 3,2 | 1,5 | 2,0 | 18,4 |
| Carriera  | Carriera    | 16 | 16 | 30,8 | 50,5 | 38,6 | 61,4 | 9,9 | 3,2 | 1,5 | 2,0 | 18,4 |

## Palmarès
- McDonald's All-American Game (2018)
- NBA Sixth Man of the Year Award (2024)